# Wasserturm Eggenburg

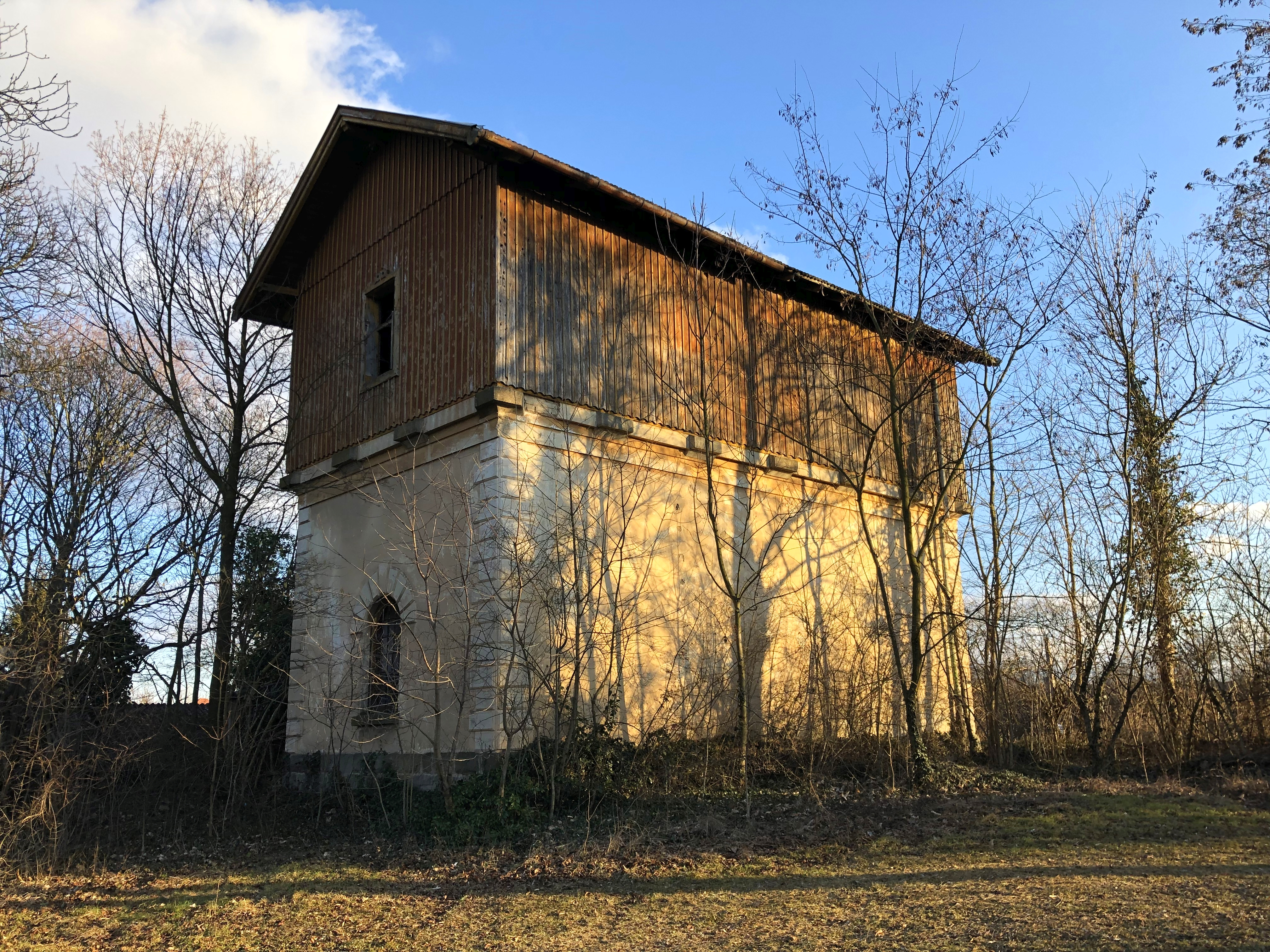
Wasserturm Eggenburg

Der Wasserturm Eggenburg befindet sich in Eggenburg im Bezirk Horn in Niederösterreich, nahe dem Bahnhof.

## Geschichte
Der Wasserturm Eggenburg wurde 1870 errichtet, um die Dampflokomotiven der Franz-Josefs-Bahn auf der Strecke Wien-Eggenburg mit Wasser zu versorgen. Der Wasserturm hat zwei kreisförmige Stahlbehälter mit einem Durchmesser von ca. 5 m, in die Wasser vom naheliegenden Brunnen gepumpt wurde. Der Wasserturm war beheizbar, damit das Wasser im Winter nicht einfror.
Am 27. September 1965 wurde der Wasserturm stillgelegt. Seit 2020 befindet sich der Wasserturm in Privatbesitz.

## Geplanter Umbau
Der amtierende Formel-V-Europameister der Klasse 3 Bernhard Zimmermann will das historische Bauwerk zu einem Motorsportmuseum umbauen. Mit dem Museum möchte er die Errungenschaften im Motorsport für Österreich der breiten Öffentlichkeit zugänglich machen. Zimmermann möchte seine Sammlung österreichischer Rennwagen und anderer Motorsportexponate präsentieren.